# ジョヴァンニ・バッティスタ・ヴィスコンティ
ジョヴァンニ・バッティスタ・ヴィスコンティ（Giovanni Battista Visconti、Giovanni Battista Antonio Visconti（ジョヴァンニ・バッティスタ・アントニオ・ヴィスコンティ）、1722年 - 1784年9月2日）はイタリアの考古学者。